# Mandaria caeca
Genre
Espèce
Mandaria caeca, unique représentant du genre Mandaria, est une espèce d'opilions laniatores de la famille des Assamiidae.

## Distribution
Cette espèce est endémique du Cameroun. Elle se rencontre dans les monts Mandara.

## Description
Le mâle holotype mesure 2,5 mm.

## Publication originale
- Roewer, 1935 : « Alte und neue Assamiidae. Weitere Weberknechte VIII (8. Ergänzung der "Weberknechte der Erde" 1923). » Veröffentlichungen aus dem Deutschen Kolonial- und Übersee-Museum in Bremen, vol. 1, no 3, p. 1–168.